# Bradford
För andra betydelser, se Bradford (olika betydelser).

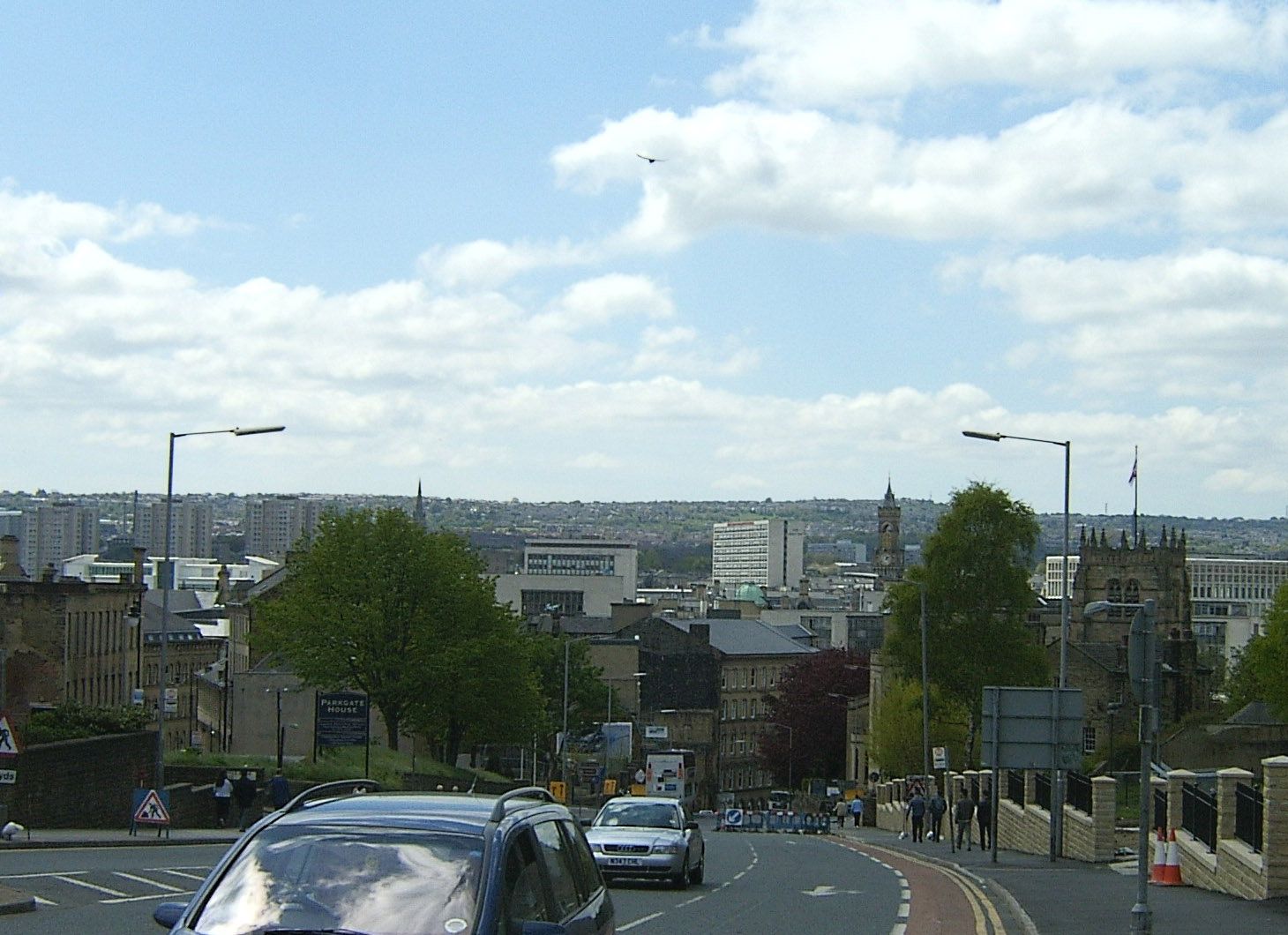
Centrala Bradford, sett från öster.

Bradfords läge.

Bradford är en stad i distriktet City of Bradford, i grevskapet West Yorkshire i England i Storbritannien, med drygt 470 000 invånare. Staden är mer eller mindre en tvillingstad till Leeds då de vuxit samman. Staden fick stadsrättigheter 1897. Staden är känd för sin etniska mångfald, tjugotvå procent av befolkningen har icke-brittiskt ursprung. Sedan 1300-talet har staden haft ett vildsvin som symbol.
Stadens namn kommer från broad ford, som på svenska blir "breda vadstället". Vattendraget som det vadas över är en bäck som numera kallas Bradford Beck och är ett biflöde till floden Aire.

## Historia
| Årtal                                       | Befolkning (staden)* | Befolkning (adm. enheten)* |
| före 1066                                   | 260-350              |                            |
| 1311                                        | 650                  |                            |
| 1379                                        | 300                  |                            |
| 1602                                        | 2 500                |                            |
| 1801                                        | 6 393                | 29 848                     |
| 1811                                        | 7 767                | 36 538                     |
| 1821                                        | 13 064               | 52 954                     |
| 1831                                        | 23 223               | 76 976                     |
| 1841                                        | 34 560               | 105 257                    |
| 1851                                        | 53 493               | 149 553                    |
| *Alla uppgifter före 1801 är uppskattningar |                      |                            |

Troligen började människor att bosätta sig i vad som nu är Bradford med omnejd under bronsåldern.
Från omkring 300-talet före Kristus var briganterna bosatta i området. 
I Ilkley, norr om själva staden, fanns under romersk tid ett fort. I övrigt var den romerska närvaron troligen av ringa omfattning. 
De flesta orter i Bradfords närhet grundades troligen av anglosaxarna och har anglosaxiska namn. Kring 1000 hade Bradford blivit den dominerande orten i grannskapet och godset på orten utövade inflytande över omgivningen. Staden nämndes i Domedagsboken (Domesday Book) år 1086, och kallades då Bradeford. Enligt Domesday Book ägdes Bradford, liksom många andra gods, av godsherren Gamel före normandernas erövring. Därefter hamnade orten, liksom övriga Yorkshire, under Ilbert de Lacy. Liksom många andra delar av norra England ödelades Bradford under Vilhelm Erövrarens härjandet av norra England, där Ilbert spelade en viktig roll. 
Under 1300-talet gick orten tillbaka, dels beroende på digerdöden, dels beroende på att feodalherrar kämpade om makten över staden och höjde hyror och andra avgifter till den grad att de boende svalt. Samtidigt var detta den tid då ullnäringen började etablera sig, och då också kolutvinningen började.
Under huset Tudors regeringstid kom staden att växa betydligt.
Staden kom efter reformationen att bli ett starkt puritanskt fäste och staden stod på parlamentets sida under engelska inbördeskriget. När den rojalistiska sidan försökte inta staden i slutet av 1642 lyckades invånarna trots mindre antal, färre vapen och mycket ringa utbildning slå dem tillbaka. De kom dock att, i strid mot gällande konventioner, döda några av de rojalister de tagit tillfånga, vilket de senare skulle få betala dyrt för. När rojalisterna intog Bradford sommaren 1643 kom de att urskillningslöst plundra staden. Detta gjorde, samtidigt som pesten åter började plåga staden, att den under de närmaste hundra åren återigen hade en nedgångsperiod.
Under 1800-talet, framförallt den första halvan, hade staden ytterligare en storhetstid. Befolkningen i det närmaste exploderade och på bara några decennier gick staden från att vara en mindre stad till att bli en storstad. 
Under 1900-talet har staden haft relativt stora problem, då textilindustrins stora andel av sysselsättningen vänts till en nackdel med den hårdare internationella konkurrensen.

## Politik
Staden består vid parlamentsval av tre enmansvalkretsar, Bradford West, Bradford East och Bradford South.
I stadsfullmäktige (City of Bradford Metropolitan District Council) är Labour största parti med 53 platser (2021). Konservativa partiet har 22 platser, Liberaldemokraterna 8, Green Party 2 och övriga 5.

## Utbildning
Troligen byggdes den första skolan någon gång före 1500. University of Bradford har drygt 7 000 studenter.

## Befolkning
Staden har ett tämligen stabilt invånarantal. Det sker en viss nettoutflyttning, i samma storleksordning som stadens födelseöverskott. Utflyttningen sker till andra delar av Storbritannien, medan det sker en inflyttning från den indiska subkontinenten. Staden har en större andel unga än genomsnittet.
De största minoriteterna i staden är pakistanier (15 %), indier (3 %) och bangladeshier (1 %). Bradford har den största pakistanska minoriteten av alla brittiska städer. De kristna står för 60 % av befolkningen, medan 16 % är muslimer, 13 % ateister, 1 % sikher och 1 % hinduer.

## Stadsdelar
| - Baildon - Bingley - Bingley Rural - Bolton och Undercliffe - Bowling och Barkerend - Bradford Moor - City - Clayton och Fairweather Green - Craven - Eccleshill | - Great Horton - Heaton - Idle and Thackley - Ilkley - Keighley Central - Keighley East - Keighley West - Little Horton - Manningham - Queensvury | - Royds - Shipley - Thornton och Allerton - Toller - Tong - Wharfedale - Wibsey - Windhill och Wrose - Worth Valley - Wyke |

## Infrastruktur

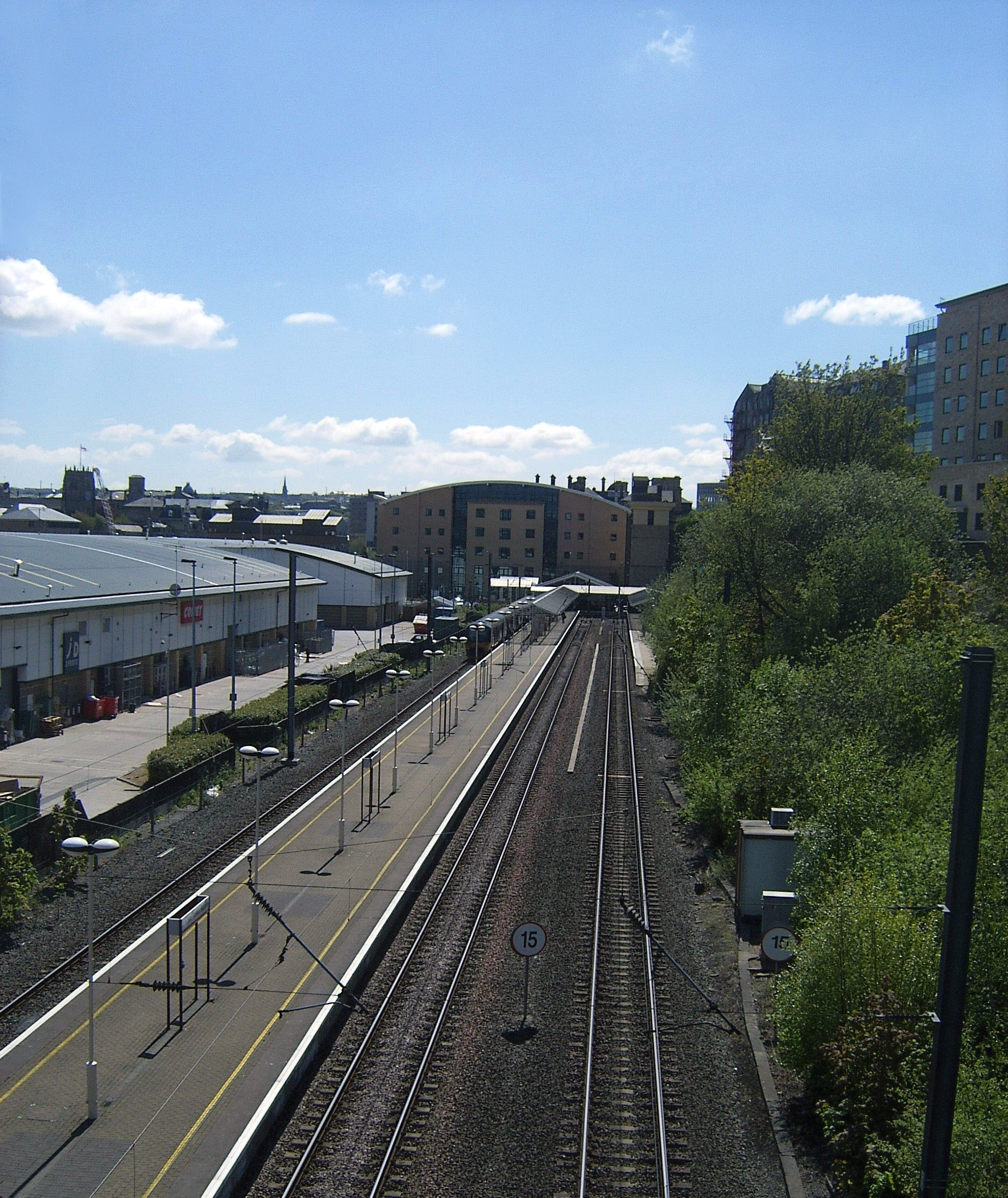
Bradford Forster Square, en av stadens två järnvägsstationer

Staden har två järnvägsstationer, Bradford Forster Square och Bradford Interchange. Flygplatsen, Leeds Bradford International Airport, invigdes 1935. Bradford har också ett välutbyggt vägnät. Motorvägen M62 går förbi Bradford. Från M62 går motorvägen M606 som leder trafiken in mot de centrala delarna av staden.

## Sport

### Rugby
- Bradford Bulls

### Fotboll
- Bradford City
- Bradford Park Avenue

## Sevärdheter
- Bradford Industrial Museum

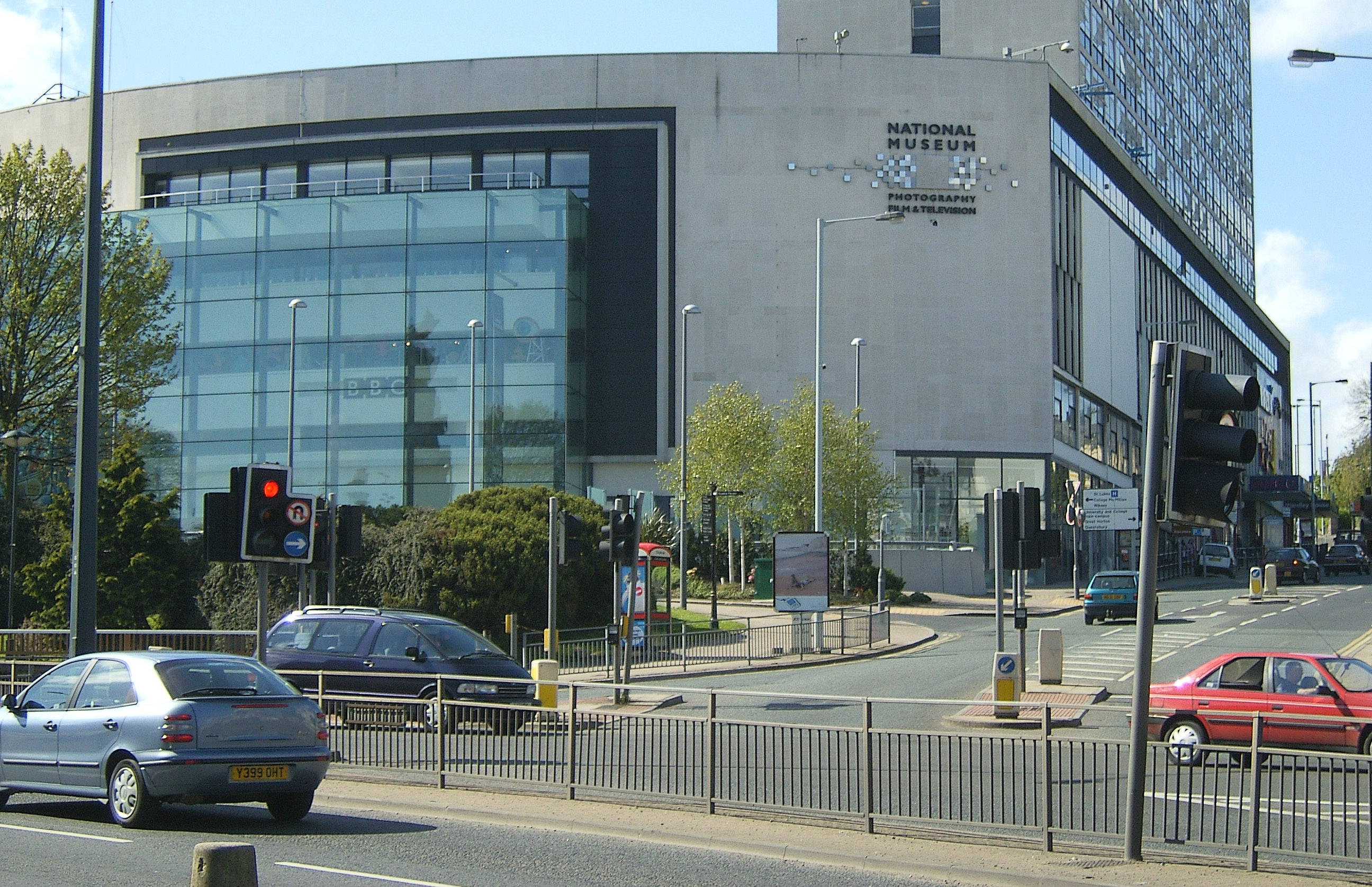
National Museum of Photography, Film and Television är Storbritanniens mest populära museum utanför London

- National Museum of Photography, Film and Television
- the SDC Colour Museum

## Övrigt
Stormarknadskedjan Morrisons startade i Bradford.